# 嵊县城墙
嵊县城墙为旧嵊县县城城墙，位于今中国浙江省嵊州市剡湖街道，现存原南侧长约1001.2米的墙段，其外侧以条石叠砌，内侧用块石垒筑，中间填土，高约3.30-4.80米，上宽4.90-6.50米。2003年对嵊州文化广场段城墙进行修缮，恢复城堞、城台和南门拱券。
嵊县建置源于西汉景帝四年（前153）所置剡县，县治本在剡溪东岸（今县城东北），三国东吴时县令贺齐迁县治于今址并始筑城墙，另唐初曾在今址西南建剡州城，后废。元代时已有五门，分别为东门东曦门、南门望仙门、西门西城门、北门通越门以及西门与南门之间的化龙门。明洪武时信国公汤和拆除城墙以筑临山卫城，至嘉靖三十四年（1555）为防倭寇侵扰，知县吴三畏按故址重筑城墙。城墙北跨鹿胎山，南临剡溪（1978年剡溪城关段改道，向南另辟新江，故道改为内湖，即剡湖），其沿江部分兼可防御水患。城周一千三百丈余（约4160米，至20世纪50年代时建成区面积约0.6平方公里），厚一丈余（约3.2米），高二丈余（约6.4米），最初设城门四座，均外有瓮城、上有城楼，分别为东门拱明门、凝翠楼；南门应台门、可远楼；西门来白门、长青楼；北门望越门、迥峰楼，设窝铺二十四座，敌台四座。万历十二年（1584）知县万民纪重开化龙门。民国二十四年（1935）增开襟带门，二十七年（1938）拆除北侧沿山城墙，三十五年（1946）拆除南门瓮城。1950年增开解放门，1959年拆除自东门经北门至百道岭的城墙，移建为自东门起与东圃堤相接的防洪墙。
原城内主要街道有市心街、东前街、东后街、西前街、西后街和司前街等，以连接应台门与县署的市心街为主街。城南西门与南门外分别有跨河桥梁西桥与南桥，分别建于明弘治年间和嘉靖二十六年（1547），民国五年（1916）又在东门外建东桥。城内主要建筑有县署（位于市心街北端，民国三十年（1941）毁于日机轰炸，今址为越剧艺术中心）、学宫（嵊县县学文庙，位于继锦坊，今孝子坊西端，民国后为嵊县中学，20世纪60年代初拆除）、城隍庙与溪山第一楼（位于百步街，浙江省文物保护单位）、惠安寺及应天塔（文革时拆除，今迁至城隍庙西侧原关帝庙处重建）和剡山书院（位于学宫泮池右侧，今址为剡山小学）等。